# RGP-40轉輪式榴彈發射器
RGP-40（意為：40毫米手持式連發型榴彈發射器）是一款由波兰華沙雅羅斯瓦夫·東布羅夫斯基科技軍事大學和機械設備的研究和發展中心（簡稱：OBRSM塔爾努夫公司）設計團隊共同設計及由後者生產的輕型雙動操作6連發轉輪式肩射型榴彈發射器，主要發射40×46毫米低速榴彈。

## 歷史
2008年，該武器的第一代型號於凯尔采所舉辦的2008年國際國防工業展覽會中展出。這種武器在結構上類似於南非米爾科姆轉輪連發式榴彈發射器，尤其是其美国海军陆战队的版本M32 MGL。最初展示的原型與2010年修改版本不同。生產商還展開各種改進，其中包括專為榴彈發射器研製的原型瞄準具與槍托的商業化設計，並作出外觀修改以改進其人體工學和武器的功能。
根據計劃，RGP-40的主要客戶可能是波蘭武裝部隊；而按照他們的推算，將需要大約500 枝轉輪式榴彈發射器。這種武器的潛在買家也包括警察、監獄局和其他需要強大火力而且具有多種彈藥選擇（致命性高爆彈或催淚瓦斯彈）的武器的單位。

## 設計
RGP-40是一枝轉輪式半自動武器。該武器的主要元素是裝有可旋轉及擺出的弹巢的槍，而彈巢內的膛室開口是由彈巢後方的右旋式托架兼圓形護蓋所覆蓋；該托架與手槍握把和扳機機構相連接，以便於肩射時承受其後座力。裝填武器時需要以逆時針旋轉轉輪並且扭緊其內置的卷簧（類似上發條），以在發射時使彈巢順時針方向旋轉。
旋轉式彈巢為6發式設計。轉輪的彈膛膛室長度為140毫米（5.51英吋），這使得該榴彈發射器能夠裝填並且發射較長的催淚瓦斯彈和非致命性衝擊彈，更適合應付維和任務和防暴任務。武器裝填需要將彈巢護蓋從左側或右側傾斜擺出。
RGP-40具有令槍機到位的雙動操作扳機機構。發射時，高壓火藥燃氣的壓力會利用導氣孔推動活塞向上，由活塞推動棘輪卡鎖向前以釋放轉輪，並且在簧力的作用以下讓卷簧推動膛室作60°旋轉，直到下一個膛室的底火與擊針和槍管連成一線，這樣就可以準備發射下一發榴彈。如果發生了出現不發榴彈（扣下扳機也不發射），扳機仍然可以反復扣下後直到發射為止。此武器的手動保險開關選擇桿就裝在較後的手槍握把的上方，而且可以從左右兩邊的大拇指操作。
RGP-40於彈巢以上的轉輪座頂部和槍管管套分別裝有一條和三條MIL-STD-1913戰術導軌片，以分別安裝瞄準具、戰術燈和內部裝有兩腳架架腿的前握把（如圖）。該武器配備一具可伸縮式槍托，早期型槍托與M4卡賓槍的美國陸軍改進型槍托非常相似，而2010年修改版本則改為可藉由轉軸調整角度的帶短導軌槍托。

## 使用國
- 乌克兰：2022年俄羅斯入侵烏克蘭期間由波蘭捐贈。

## 資料來源
1. ↑  Trzech w granatnikowym przetargu, s. 64-66

## 外部連結
- （英文）—ZM TARNÓW－40 MM MULTI-SHOT GRENADE LAUNCHER RGP – 40（页面存档备份，存于）
- （英文）—POLISH 40-MM GRENADE REVOLVING ZMT RGP-40（页面存档备份，存于）
- （英文）—The Firearm Blog.com—
  - RPG-40 Grenade launcher（页面存档备份，存于）
  - Poland acquires 40mm grenade launchers（页面存档备份，存于）
- （英文）—Military, Security and Civilian Guns and Equipment—OBR RGP-40 Automatic Grenade Launcher（页面存档备份，存于）
- （波兰語）—WP.PL－RGP-40 trafi do polskich żołnierzy（页面存档备份，存于）
- （波兰語）—Granatnik rewolwerowy - RGP-40（页面存档备份，存于）
- （波兰語）—altair.com－e-RAPORT MSPO 1/2008 - Granatnik rewolwerowy z Tarnowa
- （波兰語）—Defence 24－Granatnik RGP-40 – kieszonkowa artyleria dla „Tytana”